# 察哈尔部
察哈尔部（穆麟德轉寫：cahar）是从蒙古帝国时期到清朝初年的蒙古部落，伯希和认定其名源自拓羯（波斯語：چاکر，羅馬化：čākar，为“家人、王公的卫兵、仆人”之意），由元顺帝汗室的随从们发展演变而成，領有东蒙古的察哈尔八部。1604年至1634年在位统治察哈爾部的林丹汗是最後一任受到公認的蒙古大汗。
察哈尔部统治蒙古的中后期，在辽庆州的旧址上修建了瓦察尔图察汉城（又称「白城」，在今内蒙古自治区赤峰市境），以此地作为整个蒙古的政治、军事、经济、文化的中心，在直接控制着内喀尔喀的巴林、扎鲁特、巴岳特、乌齐叶特、弘吉剌等五部的同时，也遥控蒙古其他部落。
后金天聪六年（1632年），林丹汗被女真人皇太極击败。后金征服察哈尔，天聪九年（1635年）皇太极封林丹汗之子额哲为亲王，其所部被安置于义州（今辽宁义县一带），整个漠南蒙古被纳入后金国版图。
清朝康熙十四年（1675年），察哈尔部首领布尔尼趁三藩之乱率3000人反清，两个月后被清政府镇压，察哈尔蒙古人被从中国东北（今东北和内蒙古东部）迁移到多伦诺尔一线，不再设世袭扎薩克，作为八旗察哈爾归属于清朝理藩院与滿洲人察哈尔都统管理（丧失“蒙人治蒙”的权利）。
1911年，伊犁驻防的一部分察哈尔人在苏米亚贝子的率领下参加蒙古民族革命，后又在蒙古人民革命时作出重要贡献，这部分察哈尔人在蒙古国被称为“色楞格察哈尔”。
1914年，中华民国北京政府以察哈尔部、锡林郭勒盟设置察哈尔特别区，寄治萬全县（今河北张家口市），辖境相当今河北省西北部及内蒙古自治区锡林郭勒盟。1928年，南京国民政府撤销察哈尔特别区，改置察哈尔省。中华人民共和国建国初期，察哈尔省被撤销。

## 察哈尔汗
蒙古本部時期
- 达延汗
- 图鲁孛罗 / 烏魯斯博羅特
- 巴尔斯博罗特

察哈爾萬戶時期
| 汗號（或济农号）      | 名                        | 在位時間      |
| --------------------- | ------------------------- | ------------- |
| 阿拉克汗              | 博迪 （卜赤）             | 1544年—1547年 |
| 庫登汗                | 達赉遜 （達赉孙、打来孙） | 1548年—1557年 |
| 扎萨克圖汗            | 圖們 （土蛮）             | 1558年—1592年 |
| 撒辰汗                | 布延 （卜言）             | 1593年—1603年 |
| 庫圖克圖汗 （虎墩兔） | 林丹 （靈丹）             | 1604年—1634年 |
|                       | 额尔克孔果尔              | 1634年—1635年 |